# Мориц IV (Олденбург-Делменхорст)
Мориц IV фон Олденбург-Делменхорст (на немски: Moritz IV von Oldenburg-Delmenhorst; * 1428; † 9 август 1464) от фамилията Дом Олденбург е от 1463 до 1464 г. граф на Олденбург и на Делменхорст.
Той е вторият син на граф Дитрих фон Олденбург (1390 – 1440) и втората му съпруга Хайлвиг фон Холщайн (1400 – 1436), дъщеря на Герхард VI фон Холщайн-Рендсбург. Брат му Кристиан I (* 1426; † 1481) става през 1448 г. крал на Дания и се отказва от претенциите си за Олденбург и Делменхорст. Другият му брат Герхард Смели (* 1430; † 1500) е граф на Олденбург и Делменхорст.
Мориц трябва да стане духовник. Той следва в Росток,  Лайпциг и Ерфурт. През 1456 г. е духовник в Кьолн, Магдебург, Бремен, Любек и Хилдесхайм. През 1447 г. е ректор на университет. По-късно той се отказва от службите си и се жени на 22 февруари 1458 г. за графиня Катарина фон Хоя. Той управлява графството по настяване на жителите заедно с брат му Герхард. Граф Мориц IV основава една средна линия, която съществува само от 1463 до 1464 г.
Мориц IV умира от чума на 9 август 1464 г. и е погребан в Худе.

## Фамилия
Мориц IV фон Олденбург-Делменхорст се жени на 22 февруари 1458 г. за графиня Катарина фон Хоя († 1464/1465), дъщеря на граф Ото V фон Хоя и графиня Аделхайд фон Ритберг и има децата:
- Аделхайд (* 1460), канонистка в Басум
- Якоб (* 24 август 1463; † 1484), граф на Делменхорст, германски пират
- Катерина (* 1463), монахиня в Бланкенбург
- Лудвиг